# Hedysarum naudinianum
Hedysarum naudinianum är en ärtväxtart som beskrevs av Ernest Saint-Charles Cosson och Michel Charles Durieu de Maisonneuve. Hedysarum naudinianum ingår i släktet buskväpplingar, och familjen ärtväxter. Inga underarter finns listade i Catalogue of Life.